# Russeifa
Russeifa (en arabe :  الرصيفة) est la quatrième ville la plus peuplée de Jordanie. Elle se trouve dans le gouvernorat de Zarqa, entre Zarqa et Amman. Son histoire est liée à celle de l'exploitation de mines de phosphates au XXe siècle.

## Géographie
Russeifa occupe un relief de collines et de plateaux à environ 700 m d'altitude. Elle s'étend sur les rives nord et sud du Nahr ez-Zarqa, qui coule d'Amman vers Zarqa. Russeifa est limitrophe des deux villes.

## Histoire et économie
Les premiers gisements de phosphate de Jordanie — découverts lors la construction du chemin de fer du Hedjaz au début du XXe siècle — à être exploités furent ceux de Russeifa, où le chimiste jordanien Amin Kawar obtient une concession en 1934. Il fonde en 1935 la Trans-Jordan Phosphate Company (Compagnie transjordanienne du phosphate), précurseur de la compagnie publique fondée en 1953, la Jordan Phosphate Mines Company (en) (JPMC). La production, presque entièrement exportée via les ports de Beyrouth puis d'Aqaba, décolle après la Seconde guerre mondiale. Au début des années 1960, la JPMC emploie plus de 1 600 personnes à Russeifa.
En raison de l'importante densité de population, les opérations minières prennent fin en 1985. Il existe un projet de réhabilitation des zones polluées par l'exploitation du phosphate, qui seront remplacées par un parc écologique. En 2023, ce projet est en cours de réalisation.
Les secteurs commercial et industriel sont très actifs à Russeifa, qui bénéficie d'une position stratégique sur la route d'Amman au nord de la Jordanie.

## Démographie
Au recensement de 2015, la population de Russeifa — masculine à 53.3 % — est de 472 604 habitants, répartis en 93 215 ménages. 

## Politique et administration
Le maire élu en 2022 est le journaliste Shadi Al-Zinati,.